# クロロソマン
クロロソマン（Chlorosoman）とは、化学兵器（神経剤）ソマンの前駆体である化合物。O-ピナコリル=メチルホスホノクロリデート。